# غالينا دانيلوفا
غالينا دانيلوفا (بالروسية: Галина Эдуардовна Данилова)‏ هي ممثلة روسية (وحمل سابقاً جنسية الاتحاد السوفيتي)، ولدت في 2 مايو 1968 في يوشكار-أولا في روسيا.

## وصلات خارجية
- غالينا دانيلوفا على موقع IMDb (الإنجليزية)
- غالينا دانيلوفا على موقع كينوبويسك (الروسية)